# Blockartefakt
Blockartefakte, auch Klötzchen, Bauklötzchen oder Würfel genannt, sind rechteckige und oft mehrfarbige visuelle Störungen in digital übertragenen Bildern (z. B. JPEG und MPEG-Videos), die als unerwünschte Begleiterscheinung der Bildkompression, aber auch bei Datenverlust aufgrund von Lesefehlern (beispielsweise in Form von Aussetzern auf Digitalvideobändern) auftreten können. Sie sind durch die verwendete Technik bedingt, so genannte Artefakte.

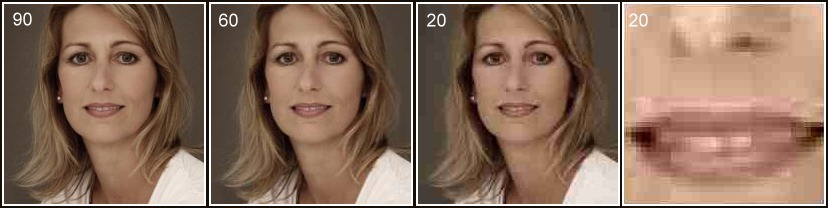
Bilder unterschiedlicher JPEG-Qualitätsstufen, Ausschnittsvergrößerung des vorangegangenen Bildes mit deutlichen Blockartefakten.

Diese Störungen entstehen an den Kanten 8×8 Pixel großer Blöcke, in die das Bild bei verlustbehafteten Kompressionsverfahren wie JPEG unterteilt wird, aufgrund der Ungenauigkeiten, die aus der Quantisierung der Bilddaten (genauer: der DCT-Koeffizienten aus der diskreten Kosinustransformation) resultieren, jedoch wesentlich für die Datenreduktion bei der Kompression sind. Blockartefakte lassen sich nicht immer vermeiden, da ein Kompromiss zwischen größtmöglicher Bildqualität und höchstzulässigem Speicherbedarf gefunden werden muss.